# 亨利·埃金
亨利·T·埃金（英語：Henry T. Akin，1944年7月31日—2020年2月16日），美国NBA联盟职业篮球运动员。他在1966年的NBA选秀中第2轮第11顺位被纽约尼克斯选中。
2020年2月16日在华盛顿州柯克兰逝世。